# Ерколе Бальдіні
Ерколе Бальдіні (італ. Ercole Baldini, 26 січня 1933 — 1 грудня 2022) — італійський велогонщик.
Олімпійський чемпіон 1956 року в груповій шосейній гонці.
Чемпіон світу з трекових велоперегонів 1956 року в індивідуальній гонці переслідування серед аматорів, бронзовий призер 1960 (індивідуальна гонка переслідування серед еліти), 1964 (індивідуальна гонка переслідування серед еліти) років.
Чемпіон світу з велоперегонів на шосе 1958 року в професіональній груповій шосейній гонці.